# Galeninae
De Galeninae zijn een monotypische onderfamilie van krabben (Brachyura) uit de familie Galenidae.

## Geslachten
De Galeninae omvatten slechts één geslacht: 
- Galene De Haan, 1833